# Butch Beard
Alfred "Butch" Beard Jr. (Hardinsburg, 4 mei 1949) is een Amerikaans voormalig basketballer, basketbalcoach en sportcommentator.

## Carrière
Beard speelde collegebasketbal voor de Louisville Cardinals van 1966 tot 1969. Hij speelde in 1967 voor de Amerikaanse ploeg op de Universiade waarin ze goud wonnen. In de NBA draft van 1969 werd hij door de Atlanta Hawks als tiende in de eerste ronde gekozen. In de ABA draft dat jaar werd hij gekozen door de Dallas Chaparrals. Hij verkoos de Hawks en speelde voor hen in het seizoen 1969/70. Beard werd door de Cleveland Cavaliers gekozen in de NBA expansion draft in mei 1970. Het volgende seizoen vervulde Beard zijn militaire plicht en speelde niet in de NBA.
Hij speelde het seizoen 1971/72 voor de Cavaliers. In augustus 1972 werd hij geruild naar de Seattle SuperSonics voor Barry Clemens en Lenny Wilkens. Na een seizoen werd hij geruild naar de Golden State Warriors voor Walt Hazzard. In 1975 werd hij met de Warriors NBA-kampioen. In mei 1975 werd hij geruild naar de Cleveland Cavaliers samen met twee draftkeuzes voor Dwight Davis. Bij de Cavaliers speelde hij maar 15 wedstrijden voordat eind november 1975 zijn contract werd ontbonden om plaats te maken voor Austin Carr. Hij tekende begin december 1975 bij de New York Knicks waar hij tot in 1978/79 zou spelen. In oktober 1978 verliet hij de Knicks nadat hij weinig speelmoinuten kreeg onder coach Willis Reed en vond hij geen nieuwe club.
In midden november 1978 werd hij assistent-coach bij de New York Knicks onder nieuwe hoofdcoach Red Holzman. Hij verliet de Knicks samen met Holzman na het seizoen 1981/82. Eind augustus 1982 werd hij commentator bij wedstrijden van de Knicks en bleef dit tot in 1987. Hij werkte daarna voor Atlanta Hawks als commentator in hun wedstrijden. In juni 1988 werd hij assistent-coach onder Willis Reed bij de New York Nets. Na het aflopen van zijn contract bij de Nets na het seizoen 1989/90 werd hij hoofdcoach van de Howard Bisons van de Howard University.
In juni 1994 werd hij hoofdcoach van de New York Nets en bleef aan tot in april 1996. Eind juni 1996 werd hij assistent-coach van de Dallas Mavericks en bleef bij de club tot in 1998. In augustus 1998 werd hij voorgesteld als bestuurder bij de nieuw opgerichte Collegiate Professional Basketball League. Hij werd in februari 1999 de nieuwe hoofdcoach van de RiverCity Basketball Club (St. Louis Swarm) uit de International Basketball League. In augustus 1999 verliet hij de club voor het seizoen startte om assistent-coach te worden van de Washington Wizards onder Gar Heard waar hij een seizoen bleef. Van juni 2001 tot maart 2006 was hij nog coach van de Morgan State Bears, hij nam ontslag in maart 2006.

## Privéleven
Beards zoon Butch Beard Jr was assistent-coach bij de St. Louis Swarm toen zijn vader er hoofdcoach was.

## Erelijst

### Als speler
- Universiade: 1967
- NBA-kampioen: 1975
- NBA All-Star: 1972
- Louisville Athletics Hall of Fame: 1981[3]
- Kentucky Athletic Hall of Fame: 1988

## Statistieken

### Regulier seizoen
| Seizoen  | Team                               | WG                                 | WS                                 | MPW                                | 2P%                                | 3P%                                | FW%                                | RPW                                | APW                                | SPW                                | BPW                                | PPW                                |
| -------- | ---------------------------------- | ---------------------------------- | ---------------------------------- | ---------------------------------- | ---------------------------------- | ---------------------------------- | ---------------------------------- | ---------------------------------- | ---------------------------------- | ---------------------------------- | ---------------------------------- | ---------------------------------- |
| 1969/70  | Atlanta Hawks                      | 72                                 | -                                  | 13,1                               | 46,7                               | -                                  | 82,8                               | 1,9                                | 1,7                                | -                                  | -                                  | 7,0                                |
| 1970/71  | Speelde niet door militaire dienst | Speelde niet door militaire dienst | Speelde niet door militaire dienst | Speelde niet door militaire dienst | Speelde niet door militaire dienst | Speelde niet door militaire dienst | Speelde niet door militaire dienst | Speelde niet door militaire dienst | Speelde niet door militaire dienst | Speelde niet door militaire dienst | Speelde niet door militaire dienst | Speelde niet door militaire dienst |
| 1971/72  | Cleveland Cavaliers                | 68                                 | -                                  | 35,8                               | 46,4                               | -                                  | 76,0                               | 4,1                                | 6,7                                | -                                  | -                                  | 15,4                               |
| 1972/73  | Seattle SuperSonics                | 73                                 | -                                  | 19,2                               | 43,9                               | -                                  | 71,4                               | 2,4                                | 3,4                                | -                                  | -                                  | 6,6                                |
| 1973/74  | Golden State Warriors              | 79                                 | -                                  | 27,0                               | 51,2                               | -                                  | 73,9                               | 4,9                                | 3,8                                | 1,3                                | 0,1                                | 10,2                               |
| 1974/75  | Golden State Warriors              | 82                                 | -                                  | 30,7                               | 52,8                               | -                                  | 83,2                               | 3,9                                | 4,2                                | 1,6                                | 0,1                                | 12,8                               |
| 1975/76  | Cleveland Cavaliers                | 15                                 | -                                  | 17,0                               | 38,9                               | -                                  | 73,0                               | 2,9                                | 3,0                                | 0,7                                | 0,1                                | 6,5                                |
| 1975/76  | New York Knicks                    | 60                                 | -                                  | 24,2                               | 47,5                               | -                                  | 75,5                               | 4,5                                | 2,9                                | 1,2                                | 0,1                                | 8,4                                |
| 1976/77  | New York Knicks                    | 70                                 | -                                  | 15,5                               | 50,5                               | -                                  | 68,8                               | 2,3                                | 2,1                                | 0,8                                | 0,1                                | 5,3                                |
| 1977/78  | New York Knicks                    | 79                                 | -                                  | 25,1                               | 50,2                               | -                                  | 80,6                               | 3,3                                | 4,3                                | 1,5                                | 0,0                                | 9,4                                |
| 1978/79  | New York Knicks                    | 7                                  | -                                  | 12,1                               | 42,3                               | -                                  | 0,0                                | 1,4                                | 2,7                                | 1,0                                | 0,0                                | 3,1                                |
| Carrière | Carrière                           | 605                                | -                                  | 23,6                               | 48,7                               | -                                  | 77,1                               | 3,4                                | 3,6                                | 1,3                                | 0,1                                | 9,3                                |

### Play-offs
| Seizoen  | Team                  | WG | WS | MPW  | 2P%  | 3P% | FW%  | RPW | APW | SPW | BPW | PPW |
| -------- | --------------------- | -- | -- | ---- | ---- | --- | ---- | --- | --- | --- | --- | --- |
| 1969/70  | Atlanta Hawks         | 9  | -  | 16,2 | 47,7 | -   | 73,1 | 2,9 | 0,9 | -   | -   | 9,0 |
| 1974/75  | Golden State Warriors | 17 | -  | 26,4 | 41,1 | -   | 64,2 | 4,2 | 3,1 | 1,4 | 0,1 | 9,1 |
| 1977/78  | New York Knicks       | 6  | -  | 26,7 | 50,0 | -   | 60,0 | 3,5 | 4,5 | 1,7 | 0,3 | 9,0 |
| Carrière | Carrière              | 32 | -  | 23,6 | 44,4 | -   | 66,3 | 3,7 | 2,8 | 1,5 | 0,2 | 9,0 |

10 C. Johnson · 
15 Dudley · 
20 Smith · 
21 Beard · 
22 Bracey · 
23 Mullins · 
24 Barry · 
32 Bridges · 
34 Kendrick · 
40 Dickey · 
41 Wilkes · 
44 Ray · 
52 G. Johnson · 
Coach Attles